# Eulithis harveyata
Eulithis harveyata är en fjärilsart som beskrevs av Taylor 1906. Eulithis harveyata ingår i släktet Eulithis och familjen mätare. Inga underarter finns listade i Catalogue of Life.